# 牛頭天王
牛頭天王（ごずてんのう）是日本神佛習合的神。京都東山祇園、播磨國廣峰山鎮座之神，和蘇民將來傳說的武塔天神視為同一神。印度釋迦牟尼的誕生地祇園精舍的守護神，稱作祇園神的祇園信仰之神。在陰陽道和天道神視為同一神。神佛習合中和藥師如來、素戔嗚尊習合。從現在稱作八坂神社的感神院祇園社勸請，在全國的祇園社、天王社祭祀。

## 概要
牛頭天王是京都祇園社（現八坂神社）的祭神。

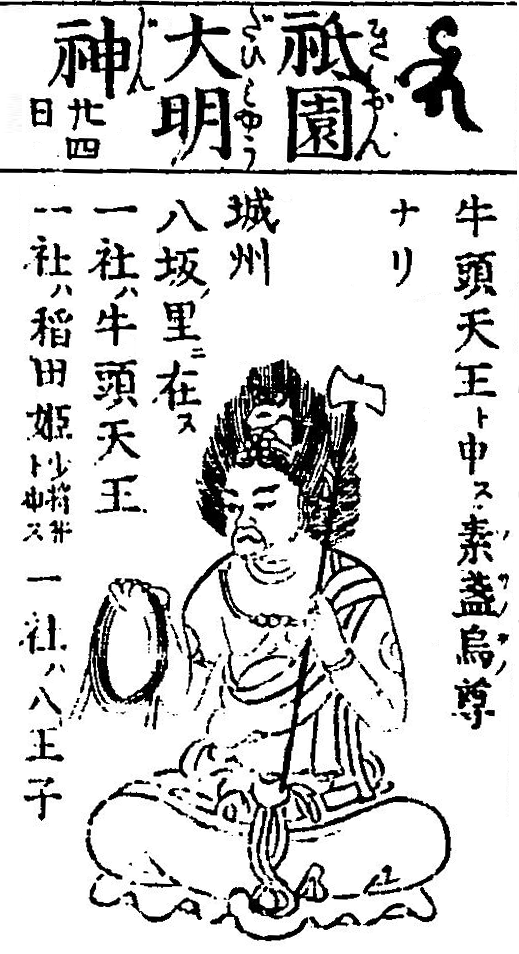
牛頭天王和素戔嗚尊的習合神「祇園大明神」（『佛像圖彙』1783年）

根據『祇園牛頭天王御緣起』，本地佛是東方淨瑠璃世界的教主藥師如來，藥師如來發12大願，作為須彌山中腹的「豐饒國」（日本）的武答天王之子垂迹顯現。
牛頭天王是平安京祇園社的祭神，所以也稱作祇園天神，從平安時代作為行疫神受到信仰。平安時代末期，民眾受傳說影響為了疫病神退散，出動花笠、山鉾在市中巡遊鎮祭，就是祇園祭的起源。此傳說裡，印度祇園精舍的守護神牛頭天王某一夜外出至女人家的途中，由於天色昏暗想借宿人家一晚，他先跟富裕的巨旦將來求助，拒於門外，反而是巨旦的弟弟、貧窮的蘇民將來讓他到家裡住宿一晚。八年之後，某天牛頭天王又突然出現在蘇民家中，要他製作一個茅輪掛在門簷上。當天晚上起，瘟疫蔓延，只有遵照牛頭天王指示的蘇民一天逃過死劫，最後蘇民與其子孫開創了新國家。
牛頭天王之子八王子權現、眷屬也被視為掌管疫病之神。

### 神佛分離
明治政府的神佛分離政策下，以牛頭天王為祭神的祇園社、天王社等神社，祭神全部改成素戔嗚尊，感神院祇園社也遭到廢寺，改為八坂神社。

## 祭祀牛頭天王的寺院
現在也有少數祭祀牛頭天王的寺院逃過廢佛毀釋而繼續存在。
- 醫王山八王寺、竹寺[8]（埼玉縣飯能市）

## 像容
『簠簋內傳』中是頭頂黃牛頭，手持斧和羂索的忿怒相。但是也有其他多種多樣的造像。

## 關連項目
- 頗梨采女
- 八將神
- 八坂神社
- 廣峯神社
- 津島神社
- 冰川神社
- 武塔神
- 蘇民將來
- 蘇民祭
- 八王子權現
- 天王洲
- 大威德金剛

## 外部連結
- 伝統ある宗教行事や貴重な伝承を失わせた明治の構造改革
- 牛頭天王のブロンズ像 （页面存档备份，存于）
- 『簠簋内伝』の宗教世界 （页面存档备份，存于）
- 『簠簋内伝』ノート 牛頭天王縁起説話との関連から "Hokinaiden" : It's Relations with the Legend of "Gozu-Tenno" （页面存档备份，存于）
- 牛頭天王縁起の展開 陰陽道の民俗相として(第八部会)(特集第六十二回学術大会紀要) The Development of Gozu Tenno Engi : nmyodo in Folk Culture(Section 8)(Special Issue THE PROCEEDINGS OF THE SIXTY-SECOND ANNUAL CONVENTION OF THE JAPANESE ASSOCIATION FOR RELIGIOUS STUDIES) （页面存档备份，存于）
- 川村湊著, 『牛頭天王と蘇民將來伝説-消された異神たち-』, 作品社, 二〇〇七年九月一一日刊, 四六判, 三九九頁 KAWAMURA Minato, Gozu Tenno and Legends of Somin Shorai （页面存档备份，存于）